# موتور حسن مطلق
موتور حسن مطلق (بالفارسية: موتور حسن مطلق) هي منطقة سكنية تقع في سيستان وبلوتشستان في إيران. يقدر عدد سكانها بـ 216 نسمة .